# محسن راضي
محسن يوسف السيد راضى (مواليد 21 نوفمبر 1975 بمحافظة القليوبية)هو صحفي وسياسي مصري وأمين حزب الحرية والعدالة الحالي بمحافظة القليوبية. أنتخب نائبًا بمجلس الشعب المصري لعدة مرات كان أولها في برلمان 2005 عن جماعة الإخوان المسلمين ضمن الكتلة البرلمانية لنواب الإخوان المسلمين ثم حصل أيضًا علي المقعد فردي عن حزب الحرية والعدالة في انتخابات مجلس الشعب المصري 2011-2012 وأصبح وكيل لجنة الثقافة والإعلام بهذا المجلس. تم انتخابه في ديسمبر 2012 أمينًا لحزب الحرية والعدالة بمحافظة القليوبية بعد حصوله على 198 صوتاً من إجمالي 230 صوتاً.
لمحسن راضي نشاطات في الجانب الفني حيث أسس شركة لهذا المجال في مدينة بنها ومنها قدم أعمال تخدم المجال الإعلامي للإخوان المسلمين. وهو صاحب شركة «الرحاب» للإنتاج الفني. اختارت مؤسسة العالم للصحافة والطباعة والنشر والتوزيع محسن راضي ضمن قائمة أفضل الشخصيات العربية تقديراً لإنجازاته التنموية الإنسانية [بحاجة لمصدر].